# Али (сибирский хан)
Али бин Кучум (тат. Ğali bine Küçem, Гали бине Күчем; ум. 27 октября 1647, Касимов) — сибирский хан (1598-1608).
Из династии Джучидов. Старший сын хана Кучум, внук султана Муртазы, владевшего кочевьями в Северном Приаралье в качестве наместника узбекских ханов Шейбанидов.

## Биография
В1585 году, Али захватил столицу ханства г. Кашлык, но вскоре был выбит оттуда беком Саид Ахмедом.
В 1595 году Али упомянут, когда по приказу отца, который узнал о построении г. Тара, послал его к аялынским татарам собрать отряд. Али собрал 150 человек и повёл их на остров Чёрный, где они поставили небольшой городок, пытаясь отвести возникшую угрозу. Там же они зазимовали.
В августе 1598 года хан Кучум на озере Зайсан потерпел сокрушительное поражение от русских войск, после чего Али номинально наследовал владения отца, продолжая борьбу с Русским государством в Сибири. Был вынужден кочевать по незаселённым территориям Западной Сибири.
В 1601 году официально провозгласил себя Сибирским ханом.
В 1608 году попал в плен и отправлен под надзор сперва в Ярославль. Получил в удел дворцовое село Василево в Ростовском уезде (1342 чети).
В 1638 году упросил царя Михаила Фёдоровича отпустить к нему на поруки в Ярославль его сына Хансюера. Позже Али был переведён в Вологду.
В 1641/42 г. переселился в Касимов (ханом которого в это время был его внук), где и умер.